# Deutsche Meisterschaften im Freiwasserschwimmen 2012
Die Internationalen Deutschen Meisterschaften im Freiwasserschwimmen fanden vom 28. Juni bis 1. Juli 2012 bereits zum vierten Mal in  Großkrotzenburg statt. Der Wettkampf diente gleichzeitig als Qualifikationswettkampf für die Junioreneuropameisterschaften im Freiwasserschwimmen 2012 in Kocaeli (Türkei). Für die Olympischen Spiele in London waren für das Freiwasserschwimmen bereits Angela Maurer, Thomas Lurz und Andreas Waschburger qualifiziert.
| Disziplin        | Männer               | Männer            | Männer     | Frauen            | Frauen              | Frauen     |
| Disziplin        | Name                 | Verein            | Zeit       | Name              | Verein              | Zeit       |
| ---------------- | -------------------- | ----------------- | ---------- | ----------------- | ------------------- | ---------- |
| 05 km Freiwasser | Thomas Lurz          | SV Würzburg 05    | 0:55:45,61 | Isabelle Härle    | SG Essen            | 1:00:48,08 |
| 10 km Freiwasser | Thomas Lurz          | SV Würzburg 05    | 1:53:24,97 | Angela Maurer     | SSV Undine 08 Mainz | 2:02:55,75 |
| 25 km Freiwasser | Alexander Studzinski | SC Wiesbaden 1911 | 5:15:55,54 | Josephine Paschke | Schwimmclub Berlin  | 5:41:51,42 |